# Парламент Демократичної Республіки Конго
Парламент Демократичної Республіки Конго — орган законодавчої влади Демократичної Республіки Конго.

## Історія
Парламент було створено 1960 року в ході перемовин з бельгійською адміністрацією. Сенат було утворено 17 червня 1960 року у відповідності до конституції, прийнятої 19 травня 1960 року.
Обидві палати парламенту проводять пленарні засідання у Кіншасі в Народному палаці, що знаходиться на Народній площі.

## Структура
З 2003 року парламент складається з двох палат:
- Сенат Демократичної Республіки Конго (Верхня палата)
- Національна асамблея Демократичної Республіки Конго (Нижня палата)

Членами парламенту є 608 депутатів: 500 сенаторів і 108 членів Національної Асамблеї.